# 德埃什蒂鄉
44°59′09″N 24°06′22″E / 44.9858°N 24.1062°E
德埃什蒂鄉（羅馬尼亞語：Comuna Dăești, Vâlcea），是羅馬尼亞的鄉份，位於該國西南部，由沃爾恰縣負責管轄，面積30平方公里，海拔高度376米，2002年人口2,944，人口密度每平方公里97人。